# Buddhizmus Dél-Afrikában

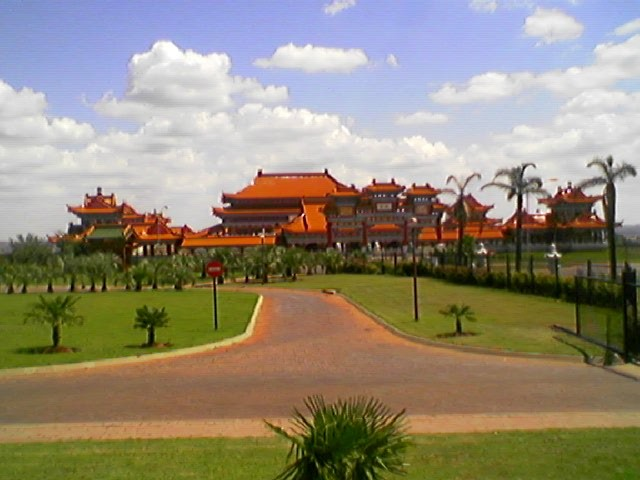
A Nan Hua-templom Johannesburg közelében

A buddhizmus Dél-Afrikában kisebbségi vallásnak számít, ahol a teljes lakosság csupán töredéke gyakorolja ténylegesen a buddhizmust. A buddhista szimpatizánsok száma ennél jóval magasabb és az afrikai kontinensen így is Dél-Afrikában él a legtöbb buddhista, jóllehet főleg az ázsiai bevándorlóknak köszönhetően. A városokban és a nagyobb településeken általában működnek buddhista templomok vagy központok.

## Története
Az első dél-ázsiaiak az 1680-as években érkeztek Fokföldre. A 19. század végén Indiából érkeztek munkások Natal tartományba, akik között volt buddhista és hindu egyaránt, illetve olyan is aki az afrikai kontinensen tért át a hindu vallásról a buddhizmusra. Az 1970-es években számos buddhista csoport jelent meg a nagyvárosokban, amelyek tovább szaporodtak a 80-as évek közepén. A mai buddhista irányzatok lefedik szinte a világ összes buddhista irányzatát, például a théraváda, a mahájána, a tibeti buddhizmus, illetve az új buddhista irányzatok iskoláit.
Palmo apáca (Freda Bedi) 1972-es látogatása indította el a dél-afrikai karma kagyü tibeti buddhista iskola létrehozását. A 16. karmapa halála után Csödzse Akong rinpocse dharmaközpontokat állított fel a főbb városokban, amelyek ma Orgyen Trinli Dordzse, a 17. karmapa irányítása alatt működnek.
A Fo Kuang San rend építette Afrika legnagyobb buddhista templomát, a Nan Hua-templomot Bronkhorstspruit városában, Pretoria közelében. Az ország fontos buddhista központja még az Ixopo település melletti elvonulási központ. A nicsiren buddhizmus világi szervezete, a Nemzetközi Szóka Gakkai központja Johannesburgban van. A koreai szon központja Fokvárosban van. Az országban működő vipasszaná szervezet, amelyet S.N. Goenka alapított, a legdélebbi tartományban tart fenn elvonulási központokat. Ezen kívül jelen vannak az új irányzatok is, mint például a sambhala buddhizmus, a gyémánt út buddhizmus, vagy az Új Kadampa Hagyomány.
Egy 2003-as tanulmány becslései szerint az 1990-es évek végén 6000 buddhista élt az országban, akiknek a fele ázsiai származású volt. A 42 milliós lakosság 0,01%-a. A 2010-es becslések alapján a buddhisták aránya elérte a 0,2%–0,3%-ot, bár ez becslés nem pontos, ugynais a buddhisták közé számolta a taoisták és a kínai népi vallás gyakorlóit is.

## A dalai láma látogatásai
A 14. dalai láma Dél-Afrikába látogatott 1999-ben és 2004-ben, hogy részt vegyen a Világ Vallásainak Parlamentje elnevezésű találkozón. Egy 2009-es nemzetközi békekonferencián való részvételnek azonban nem tudott eleget tenni a tibeti buddhista láma, ugyanis vízumkérelmét elutasította a dél-afrikai kormány. Ugyanígy nem kapott vízumot 2011-ben, amikor személyes jóbarátja Desmond Tutu Nobel-békedíjas anglikán egyházi vezető 80. születésnapi rendezvényére hívták meg az országba. 2014-ben már harmadik alkalommal utasították el a dalai láma vízumkérelmét, aki ezúttal a Nobel-békedíjasok világ-csúcstalálkozójára volt hivatalos. A nemzetközi találkozót röviddel a vízum elutasítása után törölték, miután más Nobel-békedíjasok jelezték, hogy tüntetőlegesen ő sem kívánnak részt venni az eseményen. Az eseményt végül megtartották 2014 év végén, azonban megváltoztatott helyszínen, Rómában.
A dél-afrikai külügyminiszter tagadta, hogy ők utasították volna el a dalai láma vízumkérelmét, és állították, hogy a tibeti spirituális vezető magától törölte az utazási szándékát. Mindazonáltal a legfeltételezhetőbbnek azt tartották a szakértők, hogy az ország Kínával ápolt jó kapcsolatai miatt tagadták meg a vízumot. Mindenesetre, a vízum visszautasítás után Kína méltatta Dél-Afrikát az eset kapcsán. A dalai láma egy Dharamszalában tartott beszédében megemlítette, hogy ő szeretett volna részt venni a Nobel-díjasok rendezvényén, ám a dél-afrikai kormány nem adott neki vízumot.